# Оберштадион
Оберштадион (нем. Oberstadion) — община в Германии, в земле Баден-Вюртемберг, которая на протяжении многих столетий была вотчиной рода Штадион.
Подчиняется административному округу Тюбинген. Входит в состав района Альб-Дунай.  Население составляет 1577 человек (на 31 декабря 2010 года). Занимает площадь 15,80 км².